# Tetsuya Ogura
Tetsuya Ogura (jap. 小椋 哲也, Ogura Tetsuya; * 26. August 1970 in der Präfektur Kanagawa) ist ein ehemaliger japanischer Fußballspieler.

## Karriere
Ogura erlernte das Fußballspielen in der Schulmannschaft der Fujisawa Nishi High School und der Universitätsmannschaft der Waseda-Universität. Seinen ersten Vertrag unterschrieb er 1993 bei Gamba Osaka. Der Verein spielte in der höchsten Liga des Landes, der J1 League. Für den Verein absolvierte er sechs Erstligaspiele. 1995 wechselte er zum Zweitligisten Kyōto Purple Sanga. 1995 wurde er mit dem Verein Vizemeister der Japan Football League. Ende 1995 beendete er seine Karriere als Fußballspieler.